# きんぽうげ (1970年の映画)
きんぽうげ(The Buttercup Chain)は1970年にイギリスで公開されたドラマ映画。監督ロバート・エリス・ミラー。出演ハイウェル・ベネット、ジェーン・アッシャー、リー・テイラー・ヤング。この映画は第23回カンヌ国際映画祭に出品された。
この映画は1967年に出版されたジャニス・エリオットの小説を原作にしている。撮影はイギリスのシャパートンスタジオとスウェーデン、スペインのロケ地で行われた。美術監督はウィルフレッド・シングルロン。

## キャスト
| 役名         | 俳優                         | 日本語吹替                               |
| 役名         | 俳優                         | フジテレビ版                             |
| ------------ | ---------------------------- | ---------------------------------------- |
| フランス     | ハイウェル・ベネット         | 志垣太郎                                 |
| マーガレット | ジェーン・アッシャー         | 岡本茉莉                                 |
| フレッド     | スヴェン＝ベッティル・トーべ | 井上真樹夫                               |
| マニー       | リー・テイラー・ヤング       | 小宮和枝                                 |
| ジョージ     | クライヴ・レヴィル           | 寺島幹夫                                 |
| 不明 その他  |                              | 谷口節 宮村義人 笹岡繁蔵 山田礼子 林一子 |
|              |                              |                                          |
| 演出         | 演出                         | 小柳剛                                   |
| 翻訳         | 翻訳                         | 井場洋子                                 |
| 効果         | 効果                         | 遠藤堯雄/桜井俊哉                        |
| 調整         | 調整                         | 加藤和彦                                 |
| 制作         | 制作                         | 東北新社                                 |
| 解説         |                              |                                          |
| 初回放送     | 初回放送                     | 1978年11月5日 『夜のロードショウ』       |